# Selkäsaari (ö i Kajanaland, Kehys-Kainuu, lat 64,85, long 27,65)
Selkäsaari är en ö i Finland. Den ligger i sjön Ristijärvi och i kommunen Puolango i den ekonomiska regionen  Kehys-Kainuu  och landskapet Kajanaland, i den centrala delen av landet, 500 km norr om huvudstaden Helsingfors. Öns area är 0,7 hektar och dess största längd är 170 meter i öst-västlig riktning.